# كريستين بيكر (مبارزة بالسيف)
كريستين بيكر (بالإنجليزية: Christine Becker)‏ هي مبارزة بالسيف أمريكية، ولدت في 1963.